# Lady Macbeth in Siberië
Lady Macbeth in Siberië (Servo-Kroatisch: Sibirska Ledi Magbet) is een Joegoslavische dramafilm uit 1962 onder regie van Andrzej Wajda. Het scenario is gebaseerd op de novelle Lady Macbeth uit het district Mtsensk (1865) van de Russische auteur Nikolaj Leskov.

## Verhaal
Katerina Izmajlova is de vrouw van een koopman. Ze verleidt een knecht en doodt haar schoonvader en haar man. Wanneer vervolgens een kind opduikt als erfgenaam, ruimt ze dat ook uit de weg. Dan komt het gerecht haar op het spoor.

## Rolverdeling
| Acteur            | Personage          |
| ----------------- | ------------------ |
| Olivera Markovic  | Katerina Izmajlova |
| Ljuba Tadic       | Sergej             |
| Kapitalina Eric   | Kokkin             |
| Bojan Stupica     | Izmajlov           |
| Miodrag Lazarevic | Zinovi Izmailov    |
| Branka Petric     | Tante              |
| Ingrid Lotarius   | Sonetka            |